# 扛香藤
扛香藤（学名：Mallotus repandus），也叫石岩枫，为野桐屬下的一种藤本植物，也可能长成灌木，分布于亚洲、大洋洲的热带和亚热带。

## 扩展阅读
- 維基物種上的相關：扛香藤